# 細川一輝
細川 一輝（ほそかわ かずき、1997年11月17日 - ）は、日本の男子プロバスケットボール選手である。ポジションはシューティングガード。B.LEAGUEの群馬クレインサンダーズ所属。

## 来歴
岩手県岩手郡雫石町出身。雫石町立雫石中学校から岩手県立一関工業高等学校へ進学。高校へは雫石から新幹線で通った。2017年に卒業後、関東大学2部リーグの上武大学に進み、得点王を経験。
2019-20シーズンに群馬クレインサンダーズに特別指定選手として加入。
卒業後、京都ハンナリーズと契約。
2022年6月、京都ハンナリーズを退団。7月、三遠ネオフェニックスに移籍。
2023年2月23日に高崎アリーナで行われたワールドカップアジア予選の対イラン戦の日本代表に選出された。
2024年オフ、群馬クレインサンダーズへ移籍した。